# Les Étoiles filantes (Chesterton)
Pour les articles homonymes, voir Les Étoiles filantes.
Les Étoiles filantes (The Flying Stars) est une nouvelle policière écrite par G. K. Chesterton, parue en 1911.
La nouvelle met en scène le père Brown.

## Historique
La nouvelle paraît pour la première fois en juin 1911 dans The Cassell's Magazine avant d'être reprise en juillet de la même année dans le recueil La Clairvoyance du père Brown.

## Résumé
Comme à chaque année, au lendemain de Noël, Sir Leopold Fisher, l'impitoyable magnat de la finance, rend visite à sa filleule, Ruby Adams pour lui faire un présent. Cette année-là, il arrive dans son automobile - un élégant coupé - pour lui offrir trois gros diamants surnommés Les Étoiles filantes en raison de leur éclat. Mr Crook, le voisin des Adams et l'amoureux de Ruby, qui vient de franchir le mur entre les deux propriétés pour se joindre à la fête, ne manque pas de fustiger le vieux financier pour une dépense aussi coûteuse alors que tant de pauvres manquent de pain dans les rues. Les échanges entre le vieux conservateur et le jeune socialiste sont heureusement tempérés par l'intervention du père Brown, le prêtre catholique de la paroisse qui compte parmi les invités, puisque feue Mrs Adams, une fervente catholique, a élevé sa fille dans cette foi, et que le colonel Adams a toujours aimé le petit ecclésiastique. James Blount, le frère de Mrs Adams, arrivé un mois après son décès, intervient également pour calmer les esprits et propose d'occuper la soirée à concevoir une pantomime telle qu'il en existait en Angleterre avant son installation au Canada, c'est-à-dire une pièce de Noël, à la fois comédie musicale et divertissement familial où se retrouvent plusieurs des personnages de la commedia dell'arte. 
Aussitôt dit, aussitôt fait. Ruby devient ainsi une charmante Colombine grâce à un grand abat-jour du salon qui lui fait une robe à crinoline, Mr Crook se déguise en Pierrot grâce à la farine de la cuisinière de la maison, le colonel Adams accepte d'être Pantalon devant le refus de Sir Fisher. Quant à Mr Blount, il découpe en losanges les papiers d'argent de plusieurs boîtes de cigares et se pare de bijoux de strass de Ruby pour incarner un prodigieux Arlequin. Le hall de la maison sert de scène, et la représentation se déroule avec bonne humeur devant les invités et le personnel de la maison installés sur les marches du grand escalier, Mr Blount ayant annoncé qu'un de ses amis sonnera à la porte pendant la représentation pour jouer le rôle du policeman. Le spectacle improvisé, dynamisé par l'entrain et l'énergie des jeunes gens qui composent la distribution, est un franc succès. Mais lorsque le rideau tombe, le père Brown est mandé dans le bureau du colonel Adams où se trouve aussi Sir Fisher, désemparé, car on lui a volé Les Étoiles filantes. Le père Brown ne tarde pas à découvrir que Flambeau, le célèbre cambrioleur français, est le responsable du larcin, et qu'il se cache parmi les invités...

## Particularités de la nouvelle
Écroué une première fois grâce à la sagacité du père Brown dans la nouvelle La Croix bleue, Hercule Flambeau apparaît ici pour la dernière fois dans le rôle d'un cambrioleur. Il deviendra détective privé dans les autres nouvelles de la série du père Brown.
La nouvelle est précédée d'une introduction soi-disant écrite par Flambeau.

## Éditions
- The Flying Stars, The Cassell's Magazine, Londres, juin 1911 ;
- The Flying Stars, in The Innocence of Father Brown, Cassell & Co., Londres, 1911.

Éditions françaises
- Les Étoiles filantes (traduction d'Émile Cammaerts), dans L'Abbé Brown, Paris, Perrin, 1914 ;
- Les Étoiles filantes (traduction d'Émile Cammaerts), dans La Clairvoyance de père Brown, Paris, Perrin, 1919 ;
- Les Étoiles filantes (traduction d'Émile Cammaerts), dans La Clairvoyance de père Brown, Paris, Julliard, « P.J. bis », 1971 ;
- Les Étoiles filantes (traduction d'Émile Cammaerts), dans La Clairvoyance de père Brown, Paris, Cercle du Bibliophile, « Les Chefs-d'œuvre du roman policier » no 30, 1974 ;
- Les Étoiles filantes (traduction d'Émile Cammaerts), dans La Clairvoyance de père Brown, Paris, UGE, « 10/18 » no 1562, 1983 ;
- Les Étoiles filantes (traduction d'Émile Cammaerts, révisée par Anne Guillaume), dans Les Enquêtes du père Brown, Paris, Omnibus, 2008. Traduction intégrale.